# パラクマリルアルコール
パラクマリルアルコール(Paracoumaryl alcohol)は、モノリグノールの1つであるフィトケミカルである。フェニルプロパノイド生合成経路によって合成される。重合すると、リグニンまたはリグナンとなる。
パラクマリルアルコールと脂肪酸のエステルは、リンゴの表面を覆う表在クチクラワックスのベースである。
またパラクマリルアルコールは、カビコール、スチルベノイド、クマリンの生合成の中間体となる。
研究により、パラクマリルアルコールの誘導体は、食用の抗酸化物質として作用することが示されている。